# Nitrate de baryum
Le nitrate de baryum est un composé chimique de formule Ba(NO3)2. C'est le sel de baryum de l'acide nitrique. On le rencontre dans la nature sous forme d'un minéral rare, la nitrobarite.
Le nitrate de baryum est solide à température ambiante. Il est soluble dans l'eau et, comme les autres sels de baryum solubles, toxique. Il est principalement utilisé en pyrotechnie pour la réalisation d'effets de couleur verte.

## Fabrication
Le nitrate de baryum est fabriqué en suivant deux procédés différents :
- le premier consiste à dissoudre des granulés de carbonate de baryum BaCO3 dans de l'acide nitrique, en laissant précipiter les impuretés telles que le fer. Ensuite on filtre, on évapore et on cristallise ;

- le second procédé consiste à combiner du chlorure de baryum avec une solution chauffée de nitrate de sodium, provoquant la séparation des cristaux de Ba(NO3)2 du reste du mélange.

## Réactivité
À température élevée, le nitrate de baryum se décompose en oxyde de baryum, dioxyde d'azote et dioxygène : 
2Ba(NO3)2 + chaleur → 2BaO + 4NO2 + O2.
Dans une atmosphère de monoxyde d'azote, la décomposition thermique produit du nitrite de baryum.
Les réactions avec des sulfates métalliques ou de l'acide sulfurique produisent du sulfate de baryum. Beaucoup de sels de baryum insolubles, tels que le carbonate, l'oxalate et le phosphate, sont précipités par des réactions de double décomposition similaires.
Le nitrate de baryum est un oxydant et réagit vigoureusement avec les agents réducteurs communs. La poudre mélangée avec des métaux ou des alliages tels que l'aluminium, le zinc ou l'aluminium-magnésium finement broyés explosent à l'impact.

## Risques pour la santé
Comme tous les sels solubles du baryum, la nitrate de baryum est toxique par ingestion ou inhalation. 
17 symptômes d'intoxication au nitrate de baryum sont décrits, plus ou moins aigus selon le degré d'intoxication : 
- irritation de la peau
- irritation des yeux
- irritation du système respiratoire
- mal de gorge
- essoufflement
- toux
- crampes abdominales
- salivation anormale
- nausées
- vomissement
- faiblesse
- rougeur de la peau
- rougeur des yeux
- douleur de la peau
- douleur oculaire
- brûlures de la peau
- diarrhée

Des solutions de sulfates comme le sulfate de magnésium ou le sulfate de sodium peuvent être utilisées comme antidotes, puisqu'ils précipitent le baryum sous forme de sulfate de baryum insoluble (et non toxique).